# انستیتو گوته

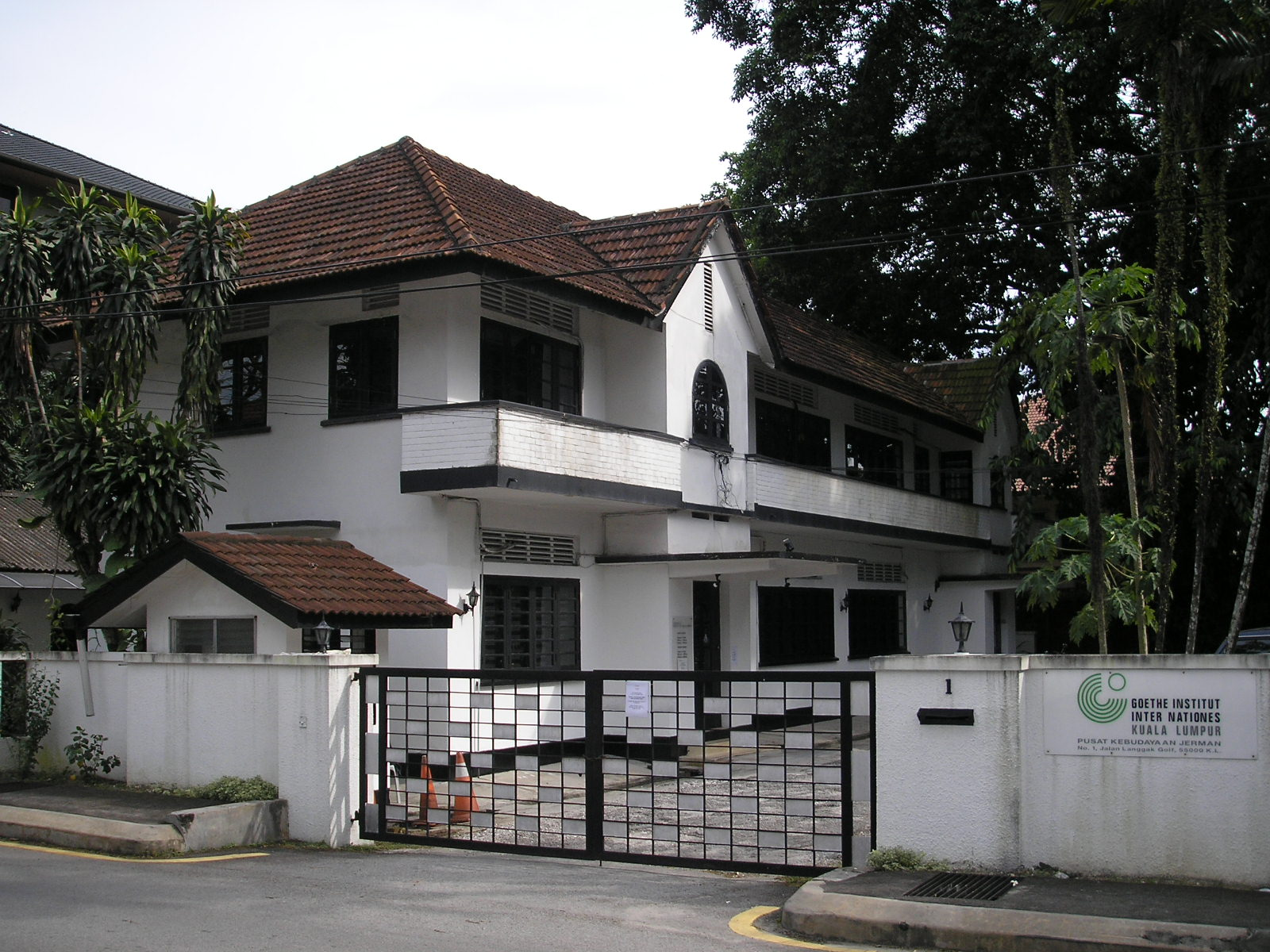
بنیاد گوته در کوالالامپور

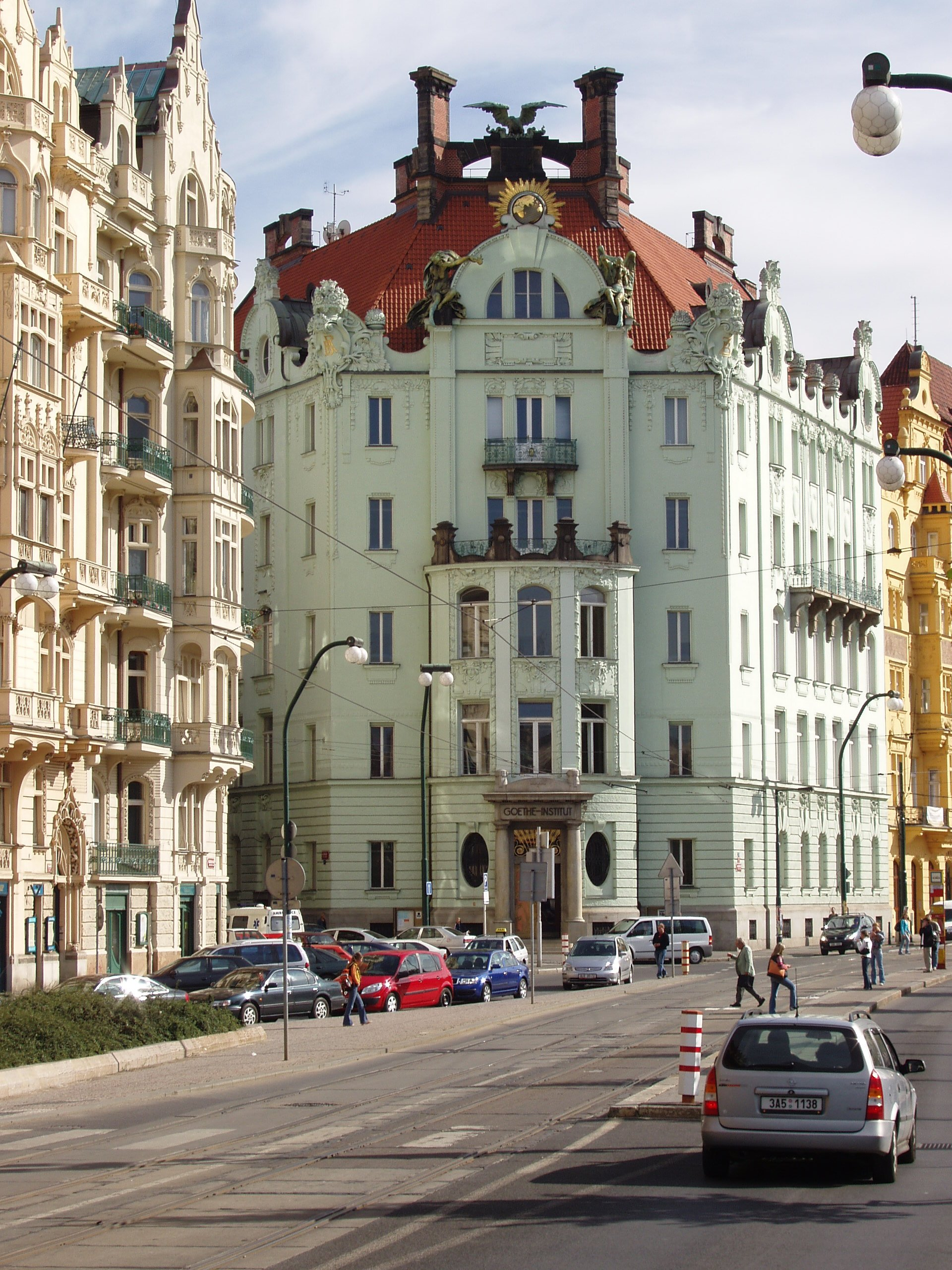
بنیاد گوته در پراگ

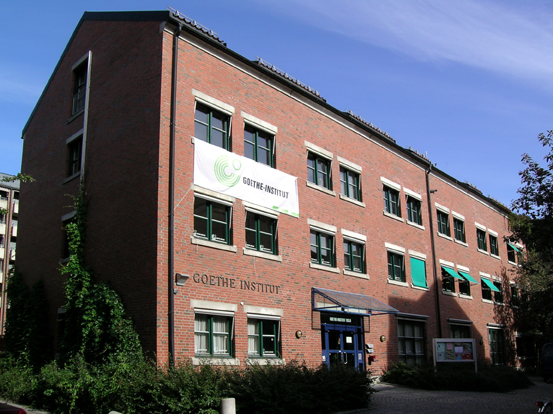
بنیاد گوته در اسلو

انستیتو گوته یا مؤسسهٔ گوته که از روی نام شاعر آلمانی یوهان ولفگانگ گوته نام‌گذاری شده، یک سازمان ناسودبر (غیرانتفاعی) است که وظیفهٔ آن گسترش زبان و فرهنگ آلمانی در بیرون از مرزهاست. از ۱۵۷ مرکز این موسسه ۱۲ تای آنها در داخل آلمان و ۱۴۵ مرکز در بیرون از آلمان است.

## تاریخچه

### دویچه آکادمی
بنیاد گوته در سال ۱۹۵۱ به عنوان دنبالهٔ کار فرهنگستان آلمانی Deutsche Akademie که در ۱۹۲۵ پایه‌گذاری شده بود، بنیان نهاده شد و هم‌اکنون در ۷۷ کشور جهان شعبه دارد. گفته می‌شود راه‌اندازی این بنیاد در واکنشی به فرجام جنگ جهانی اول و تحقیر پیمان ورسای برای آلمانی‌ها بود. بنیان‌گذاران دویچه آکادمی (که همگی استادان دانشگاه مونیخ بودند) می‌خواستند یک سازمان فرهنگی برای کمک به بازپس‌گیری جایگاه ملت آزاد آلمان در جهان از طریق کار قاطع و هدفمند پایه‌گذاری کنند. اما این نهاد پس از به قدرت رسیدن حزب نازی در آلمان به خدمت ترویج پروپاگاندای نازی درآمد. به همین دلیل پس از جنگ دوم جهانی به عنوان سازمان پیشین ناسیونال سوسیالیستی دسته‌بندی و در سال ۱۹۴۵ منحل شد.

### بنیاد گوته
در سال ۱۹۵۱ به جای دویچه آکادمی موسسه جدیدی در آلمان غربی برای ترویج زبان و فرهنگ آلمانی تاسیس شد و به احترام شاعر و دولتمرد آلمانی، یوهان ولفگانگ فون گوته نام آنرا گوته گذاشتند.

### گسترش جهانی
این نهاد در آغاز، معلمان زبان آلمانی خارجی در آلمان را آموزش می‌داد. اما خیلی زود شعبه‌های دیگر آن با  هدف گسترش زبان و فرهنگ آلمانی در خارج از این کشور راه‌اندازی شد. نخستین شعبه خارجی انستیتو گوته در سال ۱۹۵۲ در آتن راه‌اندازی شد و تا سال ۱۹۶۳ شمار شعبه‌های جهانی آن به بیش از صد نمایندگی رسید.

### بدگمانی
در دهه ۱۹۶۰ انستیتو گوته ترویج روابط فرهنگی غیررسمی با کشورهای خارجی و آلمانی‌های مقیم خارج از کشور را به اهداف خود افزود. این موضوع باعث شد انستیتو گوته در دوران جنگ سرد، گهگاه در میانه درگیری‌ها بین بلوک‌های شرق و غرب هدف بدگمانی قرار بگیرد. زیرا در کشورهای بلوک شرق و به‌ویژه آلمان شرقی به این موسسه و فعالیت‌های فرهنگی آن با بدگمانی و به عنوان ابزاری برای نفوذ و تبلیغات غربی نگاه می‌شد.
اما این مشکلات با پایان جنگ سرد پایان نیافتند. زیرا در کشورهایی که روابط خوبی با آلمان ندارند در برخی موارد فعالیت‌های این موسسه به جنجال کشیده می‌شود. برای نمونه پس از آنکه اعتراض‌ها به نتیجه انتخابات ریاست جمهوری سال ۲۰۰۵ در توگو به خشونت‌ کشیده شد دولت توگو سفارت آلمان را به حمایت از مخالفان متهم کرد. در پی این خبر افرادی ساختمان انستیتو گوته در لومه را آتش زدند و آن را با خاک یکسان کردند.
در نمونه‌ای دیگر،  در سال ۲۰۱۶ یک برنامه «تبادل با مدارس همکار ترکیه‌ای» انستیتو گوته از سوی دولت ترکیه تعطیل شد. زیرا دولت ترکیه اصرار داشت که یک ناظر ترک به اردوگاه جوانان در آلمان اعزام شود. اما گوته از پذیرش این درخواست خودداری کرد. بنابراین دولت ترکیه این برنامه را لغو کرد.

### سازمان میان‌کشورها
این بنیاد در سال ۲۰۰۱ با سازمان میان‌کشورها Inter Nationes یکی شد و برای مدت کوتاهی بنگاه گوته میان کشورها Goethe-Institut Inter Nationes نامیده می‌شد. ولی هم‌اکنون به همان نام پیشین یعنی انستیتو گوته خوانده می‌شود. مدال گوته از سال ۱۹۵۴ از سوی هیئت مدیرهٔ انستیتو گوته به شخصیت‌هایی که در پیشبرد روابط فرهنگی آلمان با دیگر کشورها نقش داشته‌اند اهدا می‌شود.

## سازمان
انستیتو گوته نهادی مستقل و از نظر سیاسی غیر وابسته است. بیشتر هزینه‌های بنیاد گوته به دست دولت آلمان فراهم می‌شود. این نهاد حدود ۱۱۰۰ کارمند دارد. سالانه حدود ۲۵۰ هزار نفر در دوره‌های آموزشی این بنیاد شرکت می‌کنند. ریاست این موسسه از ۱۳ نوامبر ۲۰۲۰ بر عهده کارولا لنتس است.

## آزمون‌ها
آزمون‌ها از سطح A۱ تا C۲ در داخل و خارج از آلمان برگزار می‌شود.
| سطح | آزمون‌های بنگاه گوته                                      |
| C2  | Zentrale Oberstufenprüfung, Kleines Dt. Sprachdiplom     |
| C1  | Zentrale Mittelstufenprüfung, Prüfung Wirtschaftsdeutsch |
| B2  | Zertifikat Deutsch für den Beruf                         |
| B1  | Zertifikat Deutsch                                       |
| A2  | Start Deutsch 2                                          |
| A1  | Start Deutsch 1                                          |

## چیزهای دیگر
- در ۲۹ آوریل ۲۰۰۵ بنگاه آموزش آلمانی گوته در لومهی توگو ویران و سوزانده شد. به خاطر تبلیغات ضد آلمانی دولت توگو، برخی آن را به دولت توگو نسبت دادند. زیرا دولت توگو بر این باور است که آلمان از مخالفان دولت پشتیبانی می‌کند. پس از این رخداد همهٔ شهروندان آلمانی به ترک توگو فراخوانده شدند.
- بنگاه گوته در ایران در سال ۱۹۵۸ آغاز به کار کرد ولی به خاطر مسائل سیاسی در سال ۱۹۸۱ بسته شد.

## اهدای مدال به یک ایرانی
در ۶ شهریور ۱۳۹۲ (۱۳ اوت ۲۰۱۳) انستیتو گوتهٔ شهر وایمار آلمان، مدال یوهان ولفگانگ گوته را به سه برنده از جمله محمود حسینی‌زاد مترجم زبان آلمانی از ایران اهدا کرد. هیئت مدیرهٔ انستیتو گوته در بیانیهٔ خود دلیل اهدای مدال گوته به محمود حسینی‌زاد را معرفی نسل جوان نویسندگان آلمانی‌زبان به خوانندگان ایرانی عنوان کرد. محمود حسینی‌زاد، مترجم و نویسندهٔ ایرانی، به همراه پتروس مارکاریس، نویسندهٔ یونانی و نوین کیشوره، ناشر هندی به‌طور مشترک مدال گوته را از آن خود کرد.

## در ایران

### پیش از انقلاب
انستیتو گوته از سال ۱۳۳۷ در ایران آغاز به کار کرد و خیلی زود به خیلی زود به یکی از کانون‌های آموزشی و فرهنگی در ایران تبدیل شد. هانس بکر، رئیس این موسسه از فعالیت‌های فرهنگی و هنری و جلسات شعرخوانی با حضور شاعران فارسی‌زبان در تهران، بین سال‌های ۱۳۵۱ تا ۱۳۵۶ این موسسه را به یکی از مراکز مهم فعالیت‌های فرهنگی در ایران تبدیل کرد. یکی از مهمترین این رویدادها شب‌های شعر گوته در مهر ۱۳۵۶  در باغ انجمن روابط فرهنگی ایران و آلمان بود که به ابتکار کانون نویسندگان ایران و همکاری و میزبانی انستیتو گوته برای ۱۰ شب برگزار شد.

### پس از انقلاب
پس از انقلاب ۱۳۵۷ انستيتو گوته نیز مانند بسیاری دیگر از نهادهای فرهنگی غیرایرانی تعطيل شد. در سال‌های پس از آن وابسته فرهنگی سفارت آلمان تلاش کرد دوباره کار انستیتو از سر بگیرد. اما در سال ۱۳۶۶ فعالیت‌های انستیتو گوته در ایران را دوباره متوقف شد و دیگر هیچگاه مانند گذشته فعالیت نداشت. گفته‌هایی درباره به آتش کشیدن کتابخانه انستیتو وجود دارند. زیرا رودی کارل (طنزپرداز هلندی) در ۱۵ فوریه ۱۹۸۷ در یک برنامه سرگرمی در تلویزیون آلمان غربی در ویدیوی کوتاه ۱۴ ثانیه‌ای نشان داد که زنان لباس زیر خود را به طرف پای خمینی پرتاب می‌کنند. این ویدو همچنین باعث لغو پروازهای ایران‌ایر به آلمان غربی و اخراج دو دیپلمات آلمانی غربی از ایران شد. در ۱۸ فوریه، دانشجویان ایرانی در مقابل سفارت آلمان غربی تظاهرات کردند و شعارهای ضد آمریکایی و ضد آلمان غربی سر دادند.
روزنامه کیهان در آبان ۱۳۹۶ مطلبی دیدگاه نظام جمهوری اسلامی به انستیتو گوته را اینگونه بیان کرد: «مسئولان این نهاد اهداف آن را تبادلات فرهنگی و کمک به شناسایی فرهنگ‌های گوناگون و آشنا کردن مردم آلمان و جهان با این فرهنگ‌ها اعلام می‌کنند اما این تمام ماجرا نیست. انستیتو گوته بستری مناسب برای سندسازی‌های حقوق بشری فراهم می‌کند و با برپایی نشست‌های به ظاهر فرهنگی محفلی برای اظهار نظرات سیاسی برخی چهره‌های فرهنگی غربگرا علیه ایران می‌شود.» و نتیجه گرفت که «افرادی که از رهگذر این مبادلات فرهنگی- اجتماعی شناسایی و در تور حمایتی سفارت‌خانه‌های غربی نظیر آلمان قرار می‌گیرند پس از طی مراحلی در قالب فعالان اجتماعی، کارآفرینان، مدافعان حقوق زنان، حامیان کودکان و ... از طریق بازوهای رسانه‌ای غرب به نسل جوان و افکار عمومی ایران معرفی می‌شوند. با این اقدام گام‌های اولیه برای مهندسی فرهنگی- اجتماعی جامعه ایران برداشته می‌شود.»